# علي سليم
علي سليم (مواليد 1960/1961)  مخرج أفلام وتلفزيوني أمريكي. قام طوال حياته المهنية على مدار الخمسة عشر عامًا الماضية بإخراج أكثر من 850 إعلانًا تجاريًا تلفزيونيًا وخمسة أفلام وثائقية مدتها نصف ساعة والعديد من مقاطع الفيديو الموسيقية. 

## وقت مبكر من الحياة
ولد سليم في سانت بول ، مينيسوتا ، الولايات المتحدة ، وهو من أصل مصري. والداه هما د.محمد علي سليم وإيفلين نعيمير سليم. لديه شقيقان. توفي والده عام 2015 عن عمر يناهز 91 عامًا ، وكان أستاذًا للاقتصاد بجامعة سانت توماس .